# 加利亚诺铁甲堡
加利亚诺铁甲堡（義大利語：Gagliano Castelferrato），是意大利西西里大区恩纳省的一个市镇。总面积55平方公里，人口3753人，人口密度68.2人/平方公里（2009年）。ISTAT代码为086010。